# Айх (Рейнхессен)
Айх (нем. Eich) — община в Германии, в земле Рейнланд-Пфальц.
Входит в состав района Альцай-Вормс. Подчиняется управлению Айх. Население составляет 3256 человек (на 31 декабря 2010 года). Занимает площадь 21,02 км².